# Brouwerroute
De Brouwerroute was een 17de-eeuwse vaarroute die schepen gebruikten om van Kaap de Goede Hoop naar Java te varen, het oostelijk deel van de Kaaproute. De reisduur naar Indië verkortte van meer dan een jaar tot vijf à zes maanden bij ideale windomstandigheden. De Nederlandse zeeman en ontdekkingsreiziger Hendrik Brouwer ontdekte de route toen hij in 1611 de intertropische convergentiezone vanaf Kaap de Goede Hoop vermeed en zuidwaarts zeilde tot de 'Roaring Forties' met zijn sterke westenwinden. Tussen de 35e en 40e graad zeilde hij oostwaarts en ter hoogte van de Straat Soenda bij Java ging het noordwaarts. 

## Betekenis
De tijdwinst werkte kostenbesparend en verminderde het aantal gevallen van scheurbuik. 
De VOC verplichtte in 1617 de Brouwerroute voor haar schepen en twee jaar later - in 1619 - vestigde het Indische hoofdkwartier van de Vereenigde Oostindische Compagnie zich in de stad Batavia op Java.

## Navigatie
Het tijdens het varen vaststellen van de lengtegraad was moeilijk. De waarneming van de eilanden Île Amsterdam of Île Saint Paul waren de aanwijzing voor de schepen om van richting te veranderen en naar het noorden te gaan. Of dit lukte hing af van de expertise van de kapitein en soms landden de zeevaarders op de kust van Australië of leden ze schipbreuk op de riffen van de Houtman Abrolhos voor de Australische kust.

## Engelsen
De Engelsen probeerden de route die zij de zuidelijke route noemden, in 1621 maar het tweede Engelse schip dat de route gebruikte, de Tryall, had de lengtegraad onjuist beoordeeld en ging te ver naar het oosten voordat hij naar het noorden zeilde en verging in mei 1622 op de Tryal Rocks aan de noordwestkust van Australië. De Engelsen vermeden daarna de route de komende twee decennia.

## Niet zonder gevaar
De Brouwerroute speelde een rol in de ontdekking van de westkust van Australië en veel schepen vergingen langs die kust, waaronder de Tryall (1622), met een verlies van 93 levens, de Batavia (1629), de Vergulde Draeck (1656), de Zuytdorp (1712) en de Zeewijk (1727). In 1696 verkende Willem de Vlamingh de Australische kust terwijl hij zocht naar overlevenden van de Ridderschap van Holland die in 1694 verdween met 300 bemanningsleden en twee passagiers.